# Градище (Граище)
Вижте пояснителната страница за други значения на Градище.
Градище (на македонска литературна норма: Градиште) е антично и средновековно укрепено селище в областта Демир Хисар, Република Македония.
Градище е самотен, висок 160 m хълм сред равнината на устието на Стара река в Църна. В южното му подножие лежи селото Граище, което носи името му, а с ниско седло се свързва с планините на север. Това е географският, а и транспортният и в исторически план стопанският център на областта Демир Хисар – в античността Дериоп, а в средновековието Железно.
На заравнения връх на хълма и на двете тераси на юг на обща площ 12 ha в ранната античност се е намирал според Иван Микулчич градът Брианион, споменат от Страбон като селище в Дериоп (Деуриоп). Селището е отново укрепено в късната античност със стена с хоросан с 8 кули. Акрополът обхваща 2 ha, а предградието е било на терасите под него. Открити са няколкостотин монети, датирани между късния III и VI век. Желязната сгур и топеното олово показват основната стопанска дейност – добив на желязна руда.
В северния дял на античния акропол вътрешен зид без хоросан, изграден на север и запад върху античния зид затваря пространство с размери 90 х 30 m. Зидът на античния акропол е запазен добре, но следи от Долен град (предградие) няма. Според Томо Томоски и Иван Микулчич това е фрурионът Добрун. От средновековието са открити керамика, малки ковани железни предмети и много византийски монети: анонимни фолиси от средата на XI век, медни скифати от XII и XIII век. Явно в късното средновековие експлоатацията на рудата се измества на запад, където се развива градът Железнец (Сидерокастрон).
Фрурионът Добрун се споменава заедно с Бучин, Габаларион, Сидерокастрон и Дебрица във връзка с войната между Андроник III Палеолог и Сърбия в 1329 – 1330 година около рудоносните региони Демир Хисар и Дебрица. Районът е наричан и Добромир.
През лятото на 2009 година 2/3 от археологическия обект са унищожени при копане за антени за мобилен ретранслатор.